# Bùi Thanh Sơn
Bùi Thanh Sơn (sinh ngày 16 tháng 10 năm 1962) là một chính trị gia người Việt Nam. Ông hiện là Ủy viên Ban Chấp hành Trung ương Đảng Cộng sản Việt Nam khóa XIII, Phó Thủ tướng Chính phủ, Bộ trưởng Bộ Ngoại giao Việt Nam, đại biểu Quốc hội Việt Nam khóa XV nhiệm kì 2021-2026, thuộc đoàn đại biểu quốc hội tỉnh Vĩnh Phúc, Ủy viên Ban Thường vụ Đảng ủy Khối các cơ quan Trung ương, Bí thư Ban Cán sự đảng Bộ Ngoại giao, Ủy viên Hội đồng Quốc phòng và An ninh.

## Xuất thân
Bùi Thanh Sơn sinh ngày 16 tháng 10 năm 1962 tại xã Tây Mỗ, huyện Từ Liêm (nay là phường Tây Mỗ), thành phố Hà Nội. Ông hiện cư trú ở Nhà A26-BT6, khu đô thị Mỹ Đình 2, phường Từ Liêm, thành phố Hà Nội.

## Giáo dục
- Giáo dục phổ thông: tốt nghiệp hệ 10/10 tại Trường Trung học phổ thông Ngô Quyền, Hải Phòng
- 1984: Tốt nghiệp chuyên ngành Ngoại giao trường Đại học Ngoại giao Việt Nam (nay là Học viện Ngoại giao)[1], học khóa 1979-1984[2]
- 1991~1993: Thạc sĩ Quan hệ quốc tế, Đại học Columbia, Hoa Kỳ[1]
- Thông thạo tiếng Anh, tiếng Nhật[1]
- Cao cấp lí luận chính trị

## Sự nghiệp

### Hoạt động ngoại giao
Ngày 11 tháng 6 năm 1986 ông gia nhập Đảng Cộng sản Việt Nam.
Tháng 9 năm 1987, Ông bắt đầu làm việc tại Bộ Ngoại giao với vị trí là cán bộ nghiên cứu tại Học viện Quan hệ quốc tế, Bộ Ngoại giao. Sau đó, ông lần lượt được bổ nhiệm vào các vị trí Phó ban rồi Trưởng ban Âu - Mỹ, Chánh Văn phòng, Học viện Quan hệ quốc tế, Bộ Ngoại giao.
Từ tháng 3 năm 1996 đến tháng 1 năm 2000, ông được cử giữ chức Phó Vụ trưởng, Phó Giám đốc Học viện Quan hệ quốc tế, Bộ Ngoại giao.

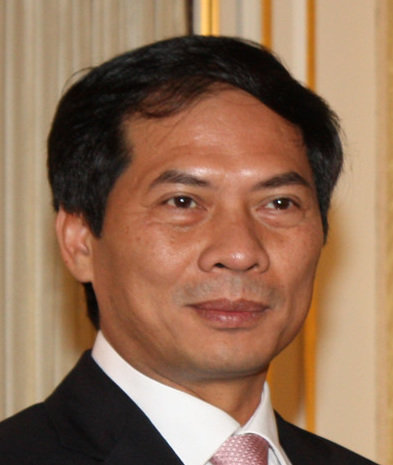
Bùi Thanh Sơn năm 2011

Từ tháng 3 năm 2000 đến tháng 7 năm 2003, ông công tác tại Đại sứ quán Việt Nam tại nước Cộng hòa Singapore với cương vị Tham tán Công sứ. Từ tháng 9 năm 2008 đến tháng 8 năm 2009 ông trở lại làm Phó Vụ trưởng rồi Vụ trưởng, Vụ Chính sách Đối ngoại, Bộ Ngoại giao.
Từ tháng 9 năm 2008 đến tháng 11 năm 2009, ông là trợ lý Bộ trưởng Ngoại giao Phạm Gia Khiêm, Vụ trưởng Vụ Chính sách Đối ngoại, Bộ Ngoại giao. Từ tháng 9 năm 2008 đến tháng 6 năm 2012, ông còn đảm nhận các chức vụ Trưởng đoàn đàm phán Hiệp định Đối tác và Hợp tác toàn diện (PCA) Việt Nam - Liên minh châu Âu (EU).

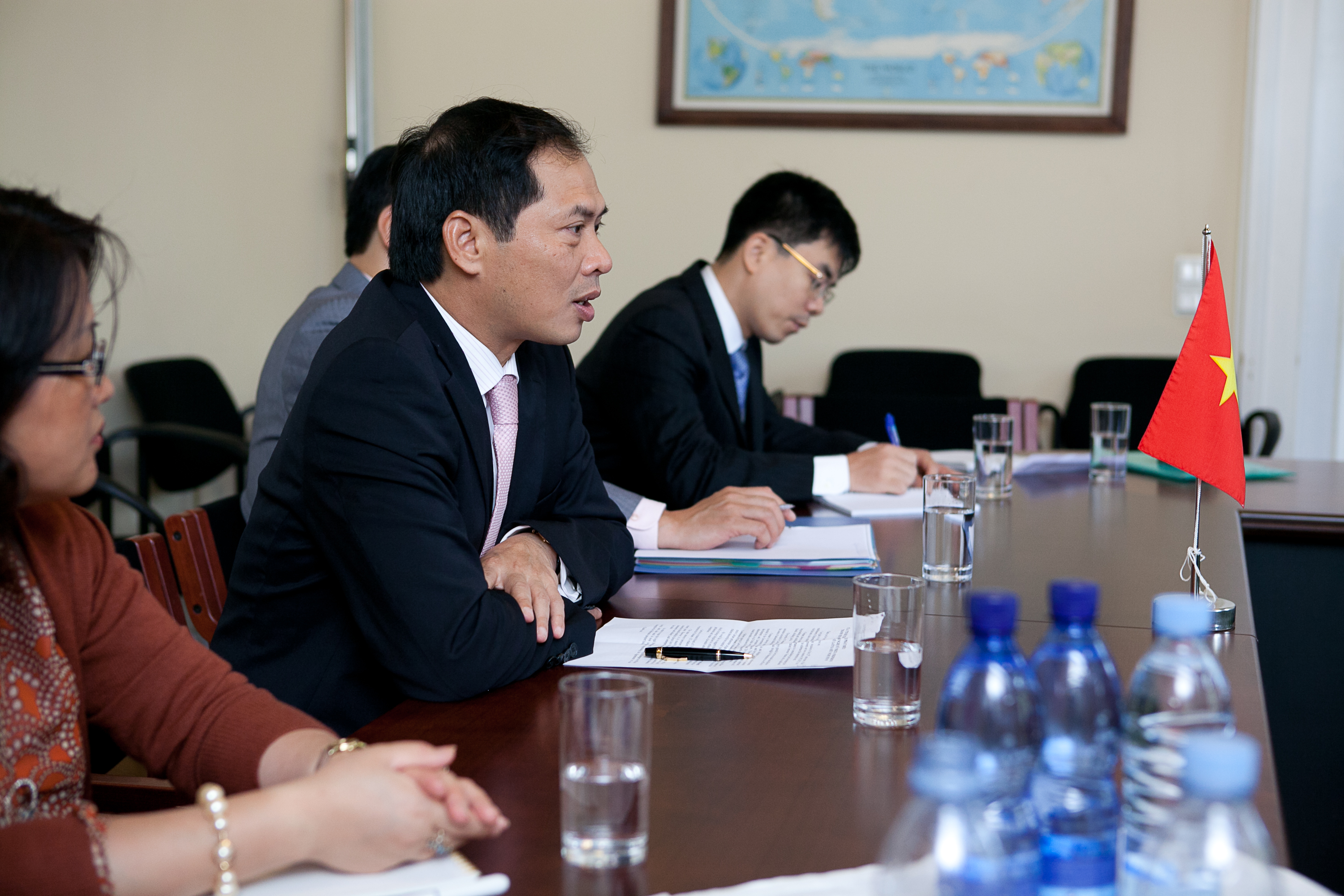
Thứ trưởng Ngoại giao Bùi Thanh Sơn vào năm 2012

Tháng 11 năm 2009, ông được Thủ tướng Nguyễn Tấn Dũng bổ nhiệm chức vụ Thứ trưởng Bộ ngoại giao.. Tháng 11 năm 2010, kiêm nhiệm Ủy viên Ủy ban quốc gia về Thanh niên Việt Nam

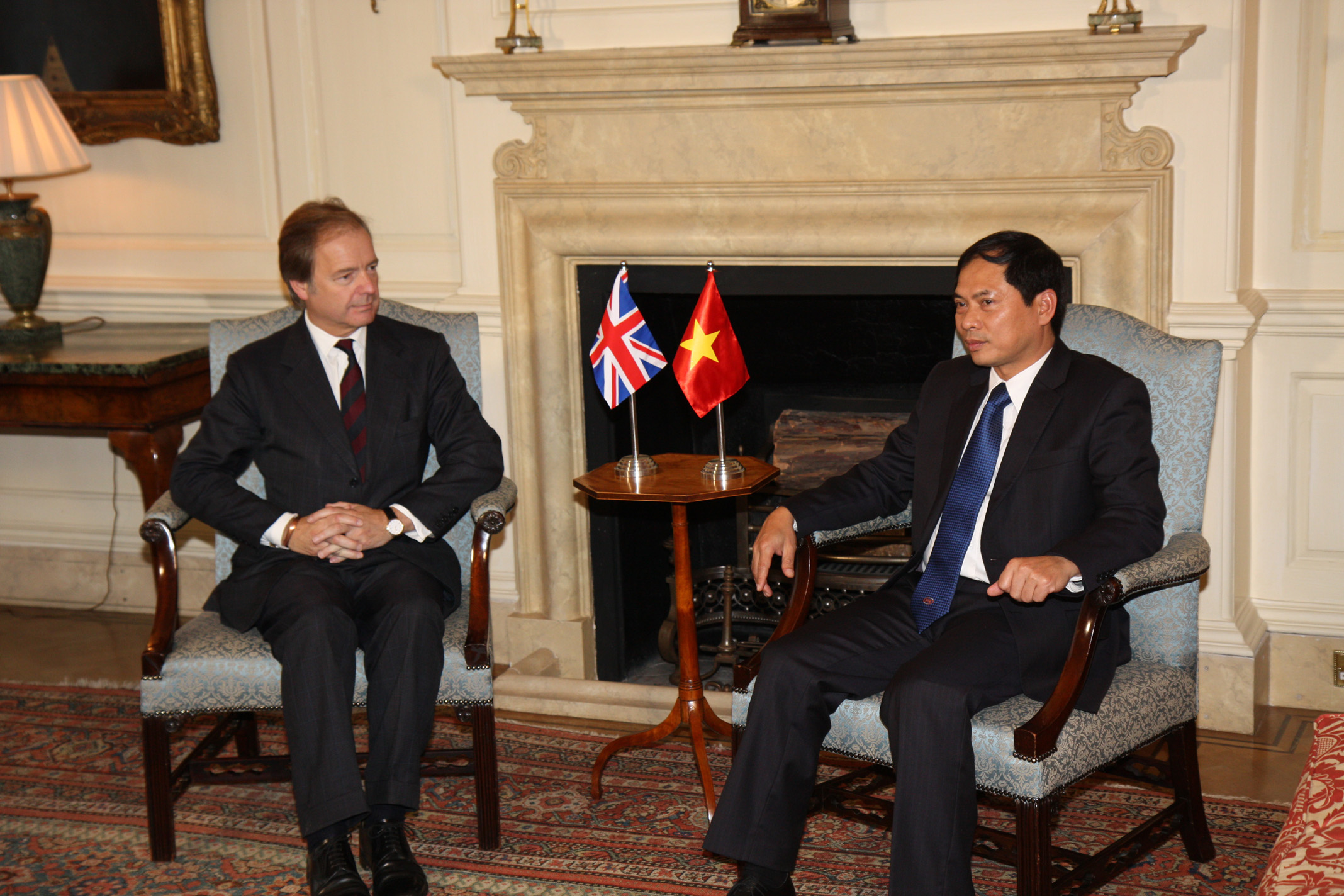
Bùi Thanh Sơn tại Luân Đôn, năm 2013

Từ tháng 9 năm 2011 đến năm 2015, ông kiêm nhiệm Ủy viên Hội đồng Lý luận Trung ương nhiệm kỳ 2011-2015.
Tháng 2 năm 2015, ông được Thủ tướng Nguyễn Tấn Dũng bổ nhiệm lại chức vụ Thứ trưởng Bộ Ngoại giao
Từ tháng 3 năm 2015, ông làm Ủy viên kiêm Tổng thư ký Ban Chỉ đạo liên ngành Hội nhập quốc tế về chính trị, an ninh, quốc phòng.
Tháng 1 năm 2016 tại Đại hội đại biểu toàn quốc lần thứ XII của Đảng Cộng sản Việt Nam, ông được bầu vào Ban Chấp hành Trung ương Đảng Cộng sản Việt Nam khóa XII đến tháng 5 khi lần đầu được trung ương giới thiệu ứng cử đại biểu Quốc hội Việt Nam khóa XIV vào tháng 5 năm 2016 ông đang là Ủy viên Ban Chấp hành Trung ương Đảng Cộng sản Việt Nam khóa XII, Ủy viên Ban Chấp hành Đảng bộ Khối các cơ quan Trung ương, Ủy viên Ban cán sự Đảng Bộ Ngoại giao, Bí thư Đảng bộ Bộ Ngoại giao, Thứ trưởng Bộ Ngoại giao, làm việc ở Bộ Ngoại giao Việt Nam.

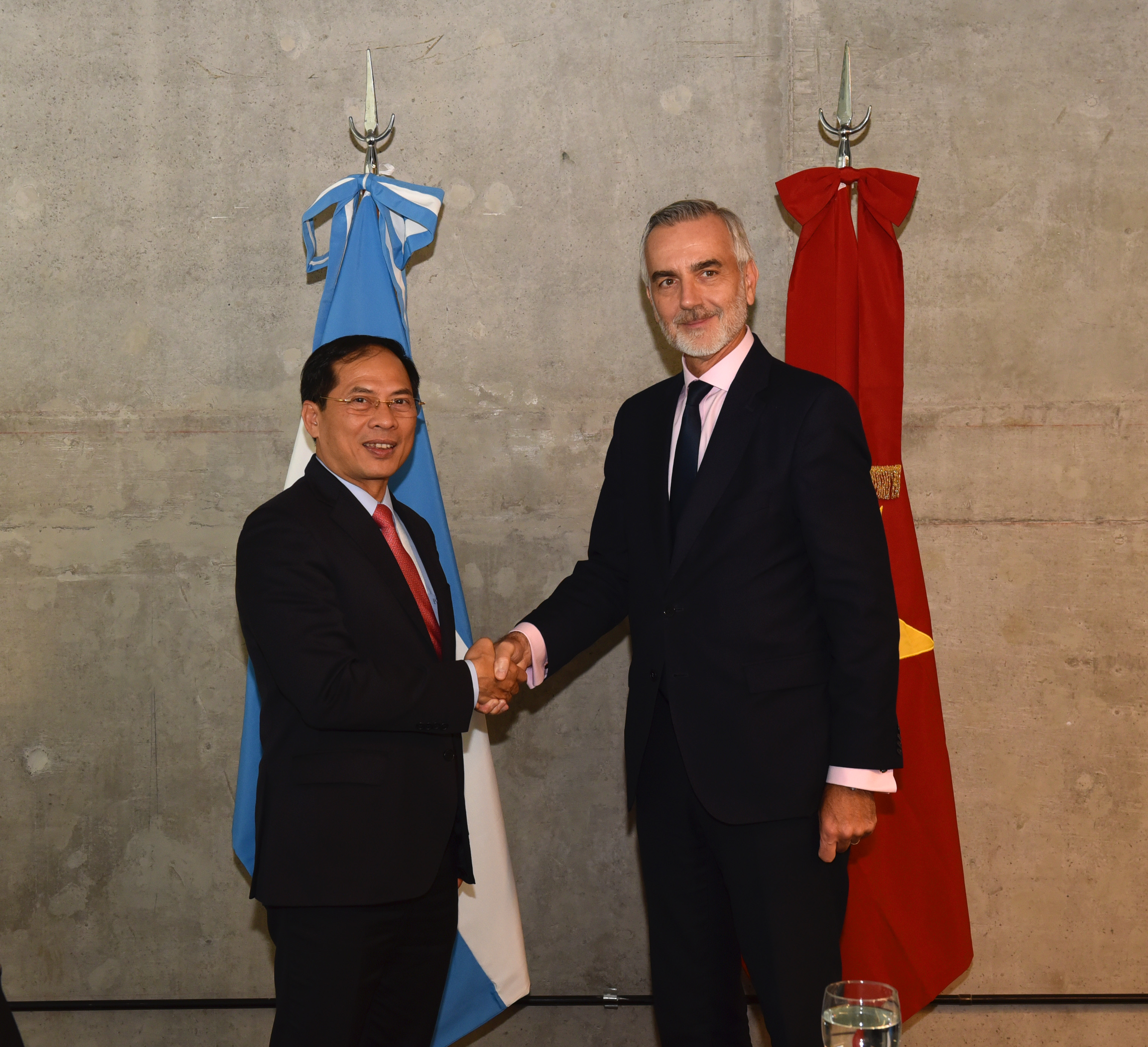
Thứ trưởng ngoại giao Bùi Thanh Sơn gặp Thứ trưởng ngoại giao Argentine Gustavo Zlauvinen, năm 2019

Ngày 22 tháng 5 năm 2016, ông trúng cử đại biểu Quốc hội năm 2016 ở đơn vị bầu cử số 2, tỉnh Đắk Nông gồm có các huyện: Đắk Mil, Cư Jút và Krông Nô, được 140.073 phiếu, đạt tỷ lệ 79,52% số phiếu hợp lệ. Thời điểm này ông đảm nhận các chức vụ: Ủy viên Trung ương Đảng, Bí thư Đảng ủy, Thứ trưởng Thường trực Bộ Ngoại giao.
Tháng 4 năm 2020, tại Quyết định số 466/QĐ-TTg, Thủ tướng Nguyễn Xuân Phúc quyết định bổ nhiệm lại ông Bùi Thanh Sơn giữ chức vụ Thứ trưởng Bộ Ngoại giao. Thời gian bổ nhiệm lại tính từ ngày 10/2/2020. Đây là lần thứ 3 ông được Thủ tướng bổ nhiệm.
Ngày 30 tháng 1 năm 2021, tại Đại hội Đại biểu toàn quốc Đảng Cộng sản Việt Nam khóa XIII, ông được bầu làm Ủy viên chính thức Ban Chấp hành Trung ương Đảng Cộng sản Việt Nam khoá XIII.

### Bộ trưởng Bộ Ngoại giao
Sáng ngày 8 tháng 4 năm 2021, tại kỳ họp thứ 11 ông được Quốc hội Việt Nam khóa XIV bầu làm Bộ trưởng Bộ Ngoại giao Việt Nam theo đề nghị của Thủ tướng Phạm Minh Chính.
Ngày 28 tháng 7 năm 2021: Tại kỳ họp thứ nhất, Quốc hội khóa XV, được Quốc hội phê chuẩn, Chủ tịch nước bổ nhiệm giữ chức Bộ trưởng Bộ Ngoại giao Việt Nam nhiệm kỳ 2021-2026 theo đề nghị của Thủ tướng Phạm Minh Chính.

### Phó Thủ tướng Chính phủ
Ngày 26 tháng 8 năm 2024, tại Kỳ họp bất thường lần thứ 8, Quốc hội Khóa XV đã phê chuẩn bổ nhiệm ông Bùi Thanh Sơn giữ chức vụ Phó Thủ tướng Chính phủ nhiệm kỳ 2021 - 2026 theo đề nghị của Thủ tướng Phạm Minh Chính.

#### Vấn đề Myanmar

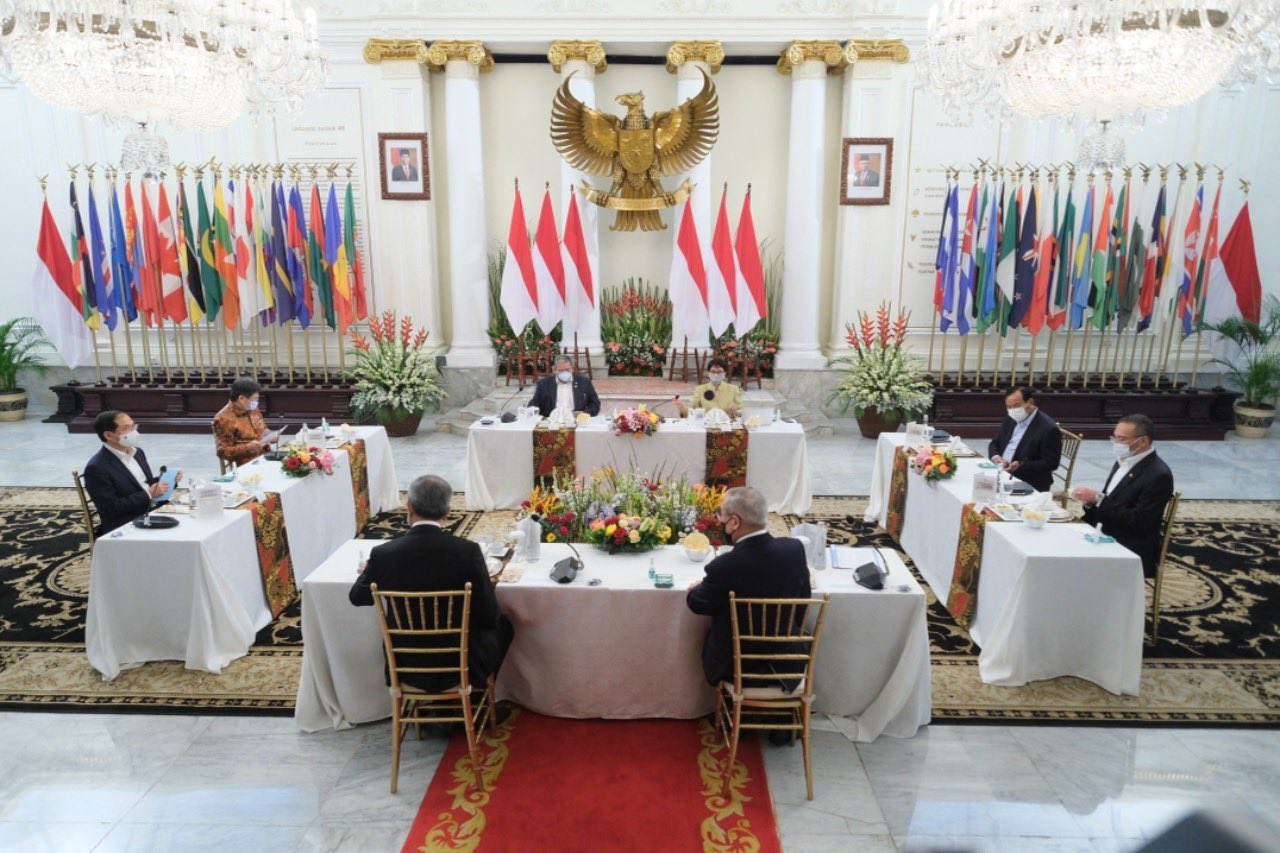
Bùi Thanh Sơn tại Indonesia họp về vấn đề Myanmar

Trong ngày 23 tháng 4 năm 2021, Bùi Thanh Sơn đã tham dự ăn tối làm việc của các Bộ trưởng Ngoại giao ASEAN tại trụ sở Bộ Ngoại giao Indonesia để rà soát chuẩn bị cho Hội nghị các nhà lãnh đạo ASEAN trong đó có vấn đề ở Myanmar. Ngày 24 tháng 4 năm 2021, tại Indonesia ông đã gặp đặc phái viên của Tổng Thư ký Liên hợp quốc về Myanmar bà Christine Schraner Burgener. Bà Christine Schraner Burgener bày tỏ lo ngại những thiệt hại về người tại Myanmar và mong muốn ASEAN sẽ có những bước đi tích cực, góp phần giải quyết tình hình, đem lại ổn định và hòa bình cho Myanmar, Bùi Thanh Sơn khẳng định Việt Nam luôn theo dõi sát các diễn biến tại đây, tích cực tham gia cùng ASEAN tìm giải pháp phù hợp nhất cho Myanmar.

#### Nga
Nga là nước đầu tiên mà Bùi Thanh Sơn thăm chính thức trên cương vị Bộ trưởng Ngoại giao Việt Nam, khẳng định Việt Nam nhất quán coi Nga là một trong những đối tác quan trọng và tin cậy hàng đầu, phía Nga cũng khẳng định Việt Nam là bạn, là nước có uy tín quốc tế, là đối tác quan trọng và ưu tiên trong chính sách đối ngoại của Nga tại khu vực Đông Nam Á. Việc Việt Nam là nước duy nhất ở khu vực mà Tổng thống Nga Vladimir Putin từng thăm năm lần. Hai bên nhận thấy sự cần thiết trong việc hợp tác phòng, chống Covid-19 chặt chẽ hơn nữa, mở rộng nghiên cứu chung về y học, khoa học vũ trụ, quản lý tài nguyên, trong đó có tài nguyên biển.

#### Châu Âu
Trong chuyến thăm nước Đức ông đã gặp Tổng thống Đức Frank-Walter Steinmeier và các lãnh đạo khác ở Đức. Ông cảm ơn Chính phủ, nhân dân Đức đã ủng hộ, hỗ trợ số lượng lớn vaccine phòng COVID-19 và các trang thiết bị y tế, giúp Việt Nam sớm kiểm soát tình hình dịch bệnh và mở cửa phục hồi kinh tế-xã hội.

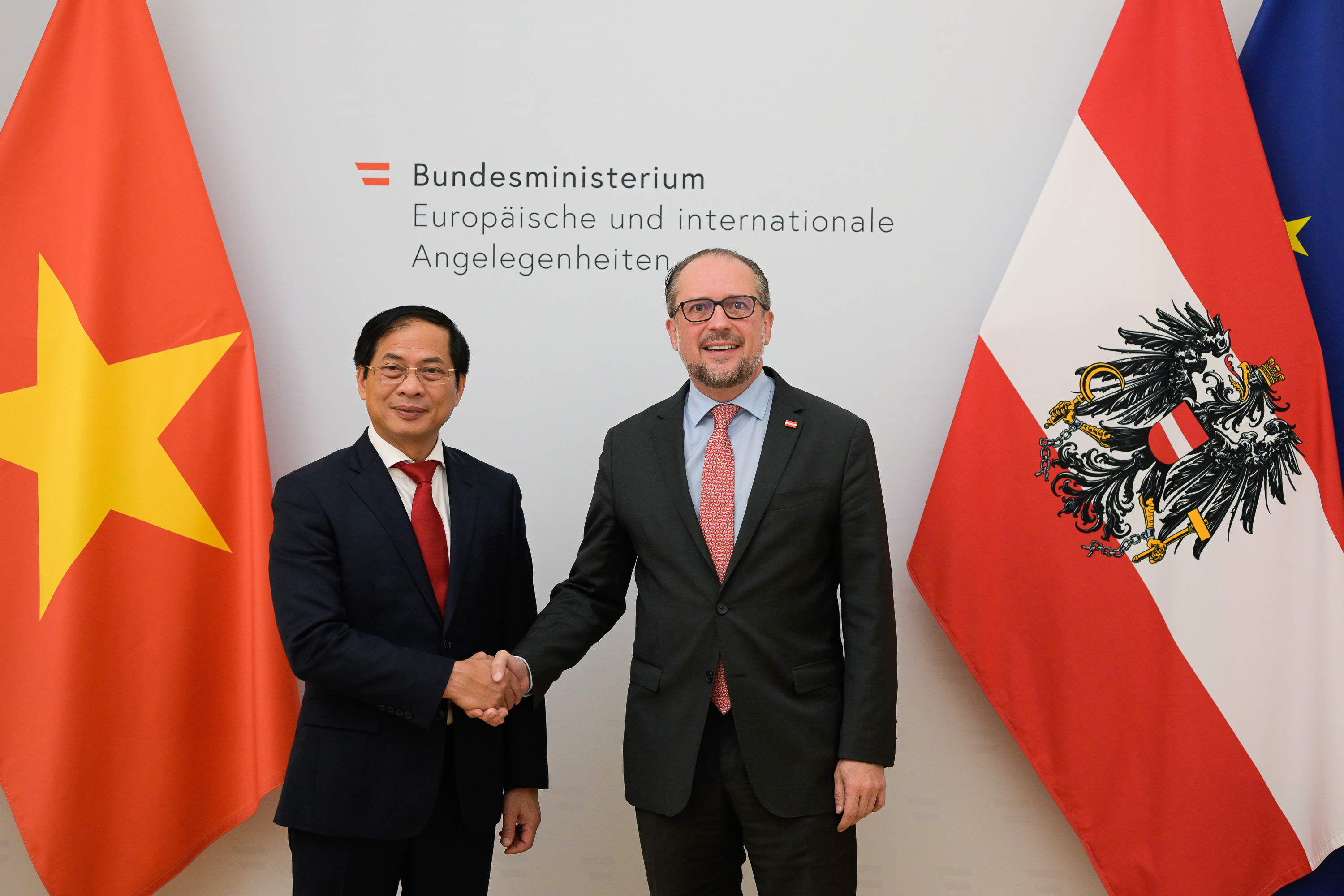
Bùi Thanh Sơn và Bộ trưởng Ngoại giao Áo Alexander Schallenberg

Sau khi thăm Đức ông đã có chuyến thăm đến nước Áo. Chuyến thăm là hoạt động quan trọng trong bối cảnh hai nước kỷ niệm 50 năm thiết lập quan hệ ngoại giao, mong muốn tiếp tục tăng cường hơn nữa quan hệ hữu nghị truyền thống và hợp tác nhiều mặt Việt Nam-Áo trong các lĩnh vực chính trị-ngoại giao, kinh tế, thương mại, đầu tư, năng lượng tái tạo, y tế. Chính phủ Áo ủng hộ EU sớm gỡ bỏ thẻ vàng IUU với xuất khẩu thủy sản của Việt Nam.
Ngày 19 tháng 9 năm 2022, được Chủ tịch nước Nguyễn Xuân Phúc ủy quyền, Bùi Thanh Sơn đã tham dự lễ tang Nữ hoàng Anh Elizabeth II.

#### Hoa Kỳ

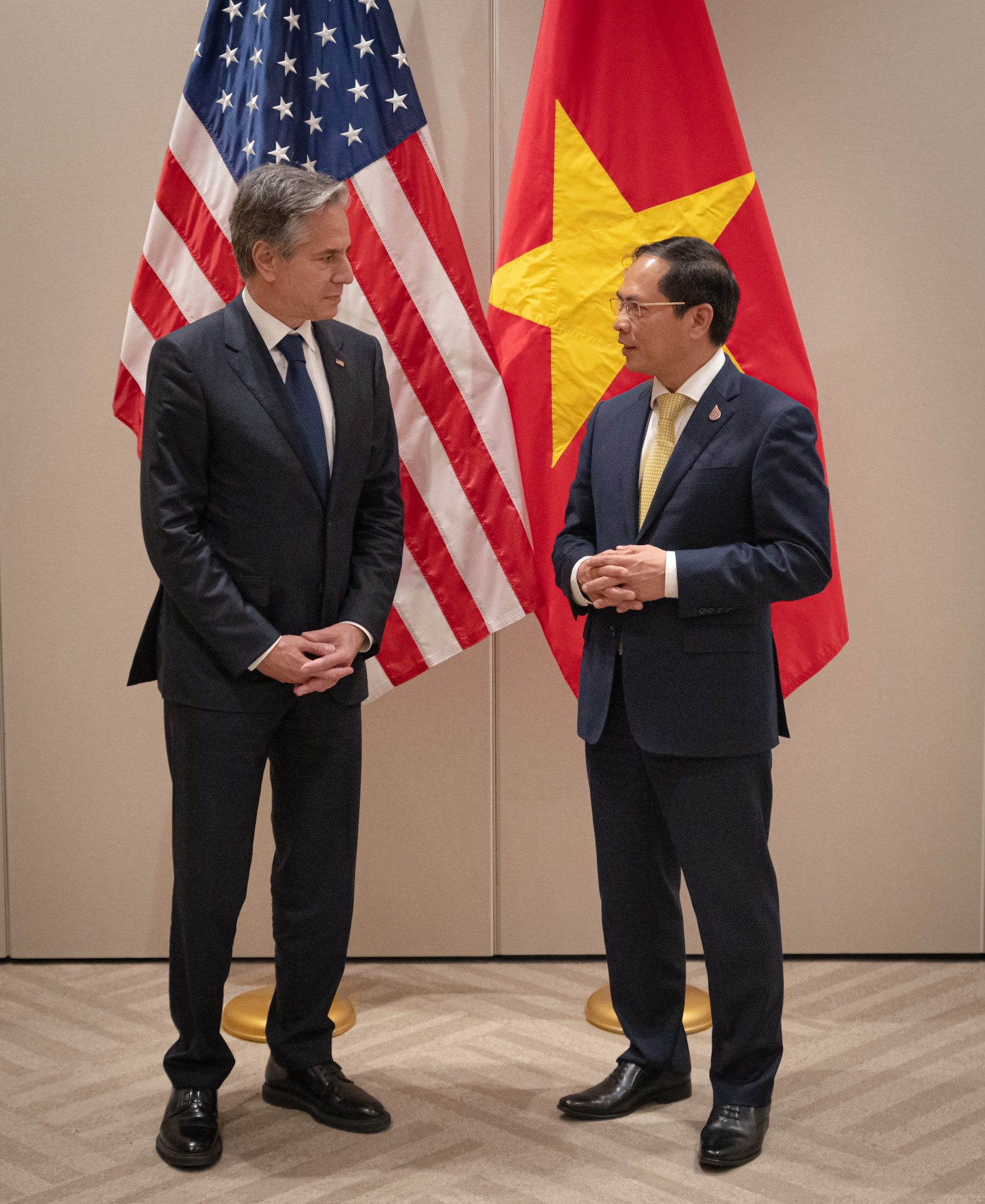
Ông Bùi Thanh Sơn gặp Ngoại trưởng Hoa Kỳ Blinken

Nhân dịp tham dự Tuần lễ Cấp cao APEC 2022, chiều 17 tháng 11, Bộ trưởng Ngoại giao Bùi Thanh Sơn đã có cuộc gặp với Ngoại trưởng Mỹ Antony Blinken, hai bộ trưởng bày tỏ vui mừng trước sự phát triển mạnh mẽ trên nhiều lĩnh vực của quan hệ Đối tác Toàn diện Việt Nam-Hoa Kỳ, trong đó có việc duy trì trao đổi đoàn và tiếp xúc cấp cao, hợp tác kinh tế, thương mại, đầu tư, phát triển bền vững, năng lượng xanh, năng lượng sạch, chuyển đổi số, phát triển cơ sở hạ tầng. Bộ trưởng Bùi Thanh Sơn khẳng định Mỹ là một trong các đối tác hàng đầu của Việt Nam và mong muốn hai bên cùng phối hợp để làm sâu sắc hơn nữa quan hệ hai nước, hướng tới kỷ niệm 10 năm quan hệ Đối tác Toàn diện vào năm 2023.
Để đẩy mạnh hợp tác song phương trong thời gian tới, hai bên nhất trí tăng cường tiếp xúc, trao đổi đoàn các cấp, nhất là cấp cao, tăng cường hợp tác kinh tế-thương mại, an ninh-quốc phòng, giáo dục-đào tạo, hợp tác khắc phục hậu quả chiến tranh, trong đó có việc tẩy độc sân bay Biên Hòa và tìm kiếm hài cốt bộ đội Việt Nam hy sinh trong chiến tranh.
Từ ngày 10 đến ngày 11 năm 2023, Tổng thống Joe Biden đã đến thăm Việt Nam, đồng thời nâng cấp quan hệ hai nước lên mức cao nhất.

#### Nhật Bản
Tại cuộc gặp với Bộ trưởng Nhật Bản Hayashi Yoshimasa, hai bộ trưởng bày tỏ hài lòng trước sự phát triển tốt đẹp của quan hệ Việt Nam-Nhật Bản trên tất cả các lĩnh vực. Hai bộ trưởng nhất trí tăng cường phối hợp chặt chẽ để triển khai các thỏa thuận giữa hai Thủ tướng tại cuộc gặp ngày 12 tháng 11 năm 2022 vừa qua, trong đó có việc Nhật Bản sớm triển khai khoản vay ODA thế hệ mới, hỗ trợ Việt Nam trong quá trình phát triển kinh tế-xã hội, thực hiện công nghiệp hóa, hiện đại hóa, chuyển đổi xanh. Tăng cường hợp tác giai đoạn hậu COVID-19 trên các lĩnh vực, tăng cường giao lưu văn hóa, nhân dân, hợp tác địa phương, du lịch; phối hợp tổ chức các hoạt động kỷ niệm 50 năm thiết lập quan hệ ngoại giao trong năm 2023.

#### Đông Timor
Ngày 4 tháng 2 năm 2023, tại cuộc gặp với Bộ trưởng Ngoại giao và Hợp tác Timor-Leste, bà Adaljiza Albertina Xavier Reis Magno. Ông Sơn khẳng định Việt Nam sẽ cùng các nước thành viên ASEAN thảo luận, thống nhất quy trình, thủ tục cũng như các biện pháp cần thiết để hỗ trợ Đông Timor sớm trở thành thành viên chính thức.

## Đại biểu Quốc hội Việt Nam khóa XIV nhiệm kì 2016-2021
- 2016.7.29: Ông cho rằng, hội nhập kinh tế quốc tế là nhiệm vụ trọng tâm trong thời gian tới, đồng thời kiến nghị Quốc hội và Chính phủ phối hợp nhịp nhàng để tận dụng cơ hội cũng như đương đầu với những thách thức đặt ra trong quá trình hội nhập[16]

## Xem xét kỉ luật
Trong Kỳ họp thứ 24 vào các ngày 20 và 21/12/2022, UBKT Trung ương đề nghị Bộ Chính trị, Ban Bí thư xem xét, thi hành kỷ luật Ban cán sự đảng Bộ Ngoại giao các nhiệm kỳ 2016-2021, 2021-2026; đồng chí Bùi Thanh Sơn, Ủy viên Trung ương Đảng, Bí thư Ban Cán sự Đảng, Bộ trưởng Bộ Ngoại giao. Lý do là bê bối trong Vụ chuyến bay "giải cứu": "Ban cán sự đảng Bộ Ngoại giao đã vi phạm nguyên tắc tập trung dân chủ, quy chế làm việc; thiếu trách nhiệm, buông lỏng lãnh đạo, chỉ đạo để Bộ Ngoại giao và nhiều tổ chức, cán bộ, đảng viên vi phạm quy định của Đảng, pháp luật của Nhà nước trong tham mưu, tổ chức thực hiện các chuyến bay giải cứu, đưa công dân về nước trong đại dịch Covid-19."  Sau đó, Bộ Chính trị quyết định phê bình nghiêm khắc ông Bùi Thanh Sơn.

## Giải thưởng
- Huân chương Lao động hạng Ba năm 2011 vì có thành tích xuất sắc trong công tác từ năm 2006 đến năm 2010, góp phần vào sự nghiệp xây dựng chủ nghĩa xã hội và bảo vệ Tổ quốc.[1]
- Bằng khen của Thủ tướng Chính phủ Việt Nam năm 2014 vì có nhiều thành tích trong quá trình xây dựng và triển khai Nghị quyết 22-NQ/TW của Bộ Chính trị về hội nhập quốc tế.[1]
- Huân chương Isala Hạng Ba của Chính phủ Lào năm 2014.[1]
- Bằng khen của Thủ tướng Chính phủ năm 2011 vì có thành tích xuất sắc trong đàm phán Hiệp định Đối tác và Hợp tác toàn diện (PCA) giữa Việt Nam với Liên minh châu Âu (EU), góp phần vào sự nghiệp xây dựng chủ nghĩa xã hội và bảo vệ Tổ quốc.[1]
- Bằng khen của Thủ tướng Chính phủ năm 2009 vì có thành tích xuất sắc trong công tác giai đoạn 2004-2008.[1]
- Bằng khen Bộ trưởng Ngoại giao năm 2005 về thành tích có nhiều đóng góp xuất sắc vì sự nghiệp Ngoại giao trong 5 năm 2001-2005.[1]